# شب قبل (فیلم ۱۹۸۸)
شب قبل (به انگلیسی: The Night Before) یک فیلم کمدی آمریکایی محصول سال ۱۹۸۸ میلادی با بازی کیانو ریوز و لوری لافلین است. ریوز در نقش وینستون کانلی، به اصطلاح یک خوره (روان‌شناسی) با آموزش متوسطه و معاون رئیس باشگاه اخترشناسی بازی می‌کند. فیلمبرداری این فیلم کاملاً در لس آنجلس، کالیفرنیا انجام شده است.

## بازیگران
- کیانو ریوز ... وینستون کانلی [۱]
- لوری لافلین
- تریسا سالدانا
- ترینیداد سیلوا
- سوزان اسنایدر